# LE34
Landinspektørfirmaet LE34 A/S er Danmarks største landinspektørfirma. Virksomheden har 26 afdelinger og over 300 ansatte.
LE34 udfører traditionelle landmålingsopgaver og landinspektørydelser samt specialopgaver som udvikling af digitale kortværktøjer, droneopmåling og juridisk rådgivning til offentlige myndigheder og private virksomheder.

## LE34's historie
Nutidens LE34 er et resultat af en fusion per 1. januar 2014 mellem de tre landinspektørfirmaer Nellemann & Bjørnkjær, Landmålergården og LE34, der blev grundlagt i henholdsvis 1817, 1884 og 1919.
Op igennem det tyvende århundrede tog urbaniseringen og den følgende udbygning af infrastrukturen fart. Dermed blev ekspropriationer, servitutter og areal- og rettighedserhvervelse en væsentlig del af de tre oprindelige landinspektørfirmaers kerneydelser, hvilket gav øget efterspørgsel for specialiseret juridisk rådgivning om veje, udstykning og byggeprojekter. Arbejdet med såvel kommunale som statslige ekspropriationer har siden 1919 udgjort en central del af LE34´s forretning.
Virksomhedens navn, LE34, er en sammentrækning af Landinspektørfirmaet på Energivej 34. Hovedkontoret blev anlagt på denne adresse i Ballerup i 1973.
LE34 anvender i dag teknologier som live deformationsmonitering af industrielle installationer, infrastruktur og bygninger, 3D-laserscanning til digitalisering af byggeprocesser (BIM) samt fotogrammetrisk kortlægning med droner.
LE34 etablerede i 2001 det landsdækkende GPS/GNSS-referencenetværk, der blandt andet giver landbruget mulighed for at autostyre traktorer og andre landbrugsmaskiner. Netværket administreres af virksomheden GEOTEAM, der ejes af LE34, og baserer sig på udstyr fra det amerikanske firma Trimble. I forbindelse med den store fusion i 2014 blev hovedkontoret på Energivej 34 i Ballerup udbygget for at skabe plads til det kraftigt øget antal medarbejdere.

## Droner
LE34 fik i 2015 som det første landinspektørfirma i Danmark tilladelse fra Trafikstyrelsen til at overflyve byzoner med droner. Droner er et højprioritetsområde for regeringen.
Dronerne kan monteres med traditionelle digitalkameraer, termiske kameraer til varmeovervågning eller NIR-kameraer, der kan måle og illustrere den kemiske sammensætning i landbrugets marker.

## Lokale afdelinger af LE34
- LE34 Aalborg, Strandvejen 18, 9100 Aalborg
- LE34 Aarhus, Katrinebjergvej 91, 8200 Aarhus N
- LE34 Dronninglund, Stationsvej 8, 9330 Dronninglund
- LE34 Esbjerg, Fiskerihavnsgade 10, 6700 Esbjerg
- LE34 Frederikshavn, Skippergade 32, 9900 Frederikshavn
- LE34 Frederikssund, Korshøj 8, 3600 Frederikssund
- LE34 Hillerød, Helsingørgade 50, 3400 Hillerød
- LE34 København, Energivej 34, 2750 Ballerup
- LE34 Køge, Søndre Allé 5, 4600 Køge
- LE34 Lemvig, Industrivej 53, 7620 Lemvig
- LE34 Maribo, Vestergade 35, 4930 Maribo
- LE34 Metrovej, Metrovej 5, 2300 København S
- LE34 Nykøbing F, Vestensborg Allé 34, 4800 Nykøbing F.
- LE34 Næstved, Fiskerhusvej 43C, 47 Næstved
- LE34 Odense, Hestehaven 21J, 5260 Odense S
- LE34 Ringsted, Mellem Broerne 12, 4100 Ringsted
- LE34 Roskilde, Byleddet 1, 4000 Roskilde
- LE34 Silkeborg, Vejlsøvej 51, 8600 Silkeborg
- LE34 Skagen, Vestre Strandvej 10, 9990 Skagen
- LE34 Sorø, Enighedsvej 31, 4180 Sorø
- LE34 Stevns, Rengevej 27, 4660 St. Heddinge
- LE34 Thisted, Silstrupparken 2, 7700 Thisted
- LE34 Viborg, Fabrikvej 15, 8800 Viborg
- LE34 Vordingborg, Solbakken 1B, 4760 Vordingborg